# Culles-les-Roches
Culles-les-Roches ist eine französische Gemeinde mit 200 Einwohnern (Stand: 1. Januar 2022) im Département Saône-et-Loire in der Region Bourgogne-Franche-Comté (vor 2016 Bourgogne). Die Gemeinde gehört zum Arrondissement Chalon-sur-Saône und zum Kanton Givry (bis 2015: Buxy). 

## Lage
Culles-les-Roches liegt etwa 24 Kilometer südwestlich von Chalon-sur-Saône. Umgeben wird Culles-les-Roches von den Nachbargemeinden Fley im Norden, Saules und Saint-Boil im Osten, Saint-Gengoux-le-National im Süden, Saint-Maurice-des-Champs im Südwesten, Saint-Martin-du-Tartre im Westen sowie Bissy-sur-Fley im Nordwesten.

## Bevölkerung
| Jahr                      | 1962 | 1968 | 1975 | 1982 | 1990 | 1999 | 2006 | 2011 | 2016 |
| ------------------------- | ---- | ---- | ---- | ---- | ---- | ---- | ---- | ---- | ---- |
| Einwohnerzahl             | 189  | 184  | 178  | 179  | 173  | 193  | 183  | 195  | 197  |
| Quelle: Cassini und INSEE |      |      |      |      |      |      |      |      |      |

## Sehenswürdigkeiten

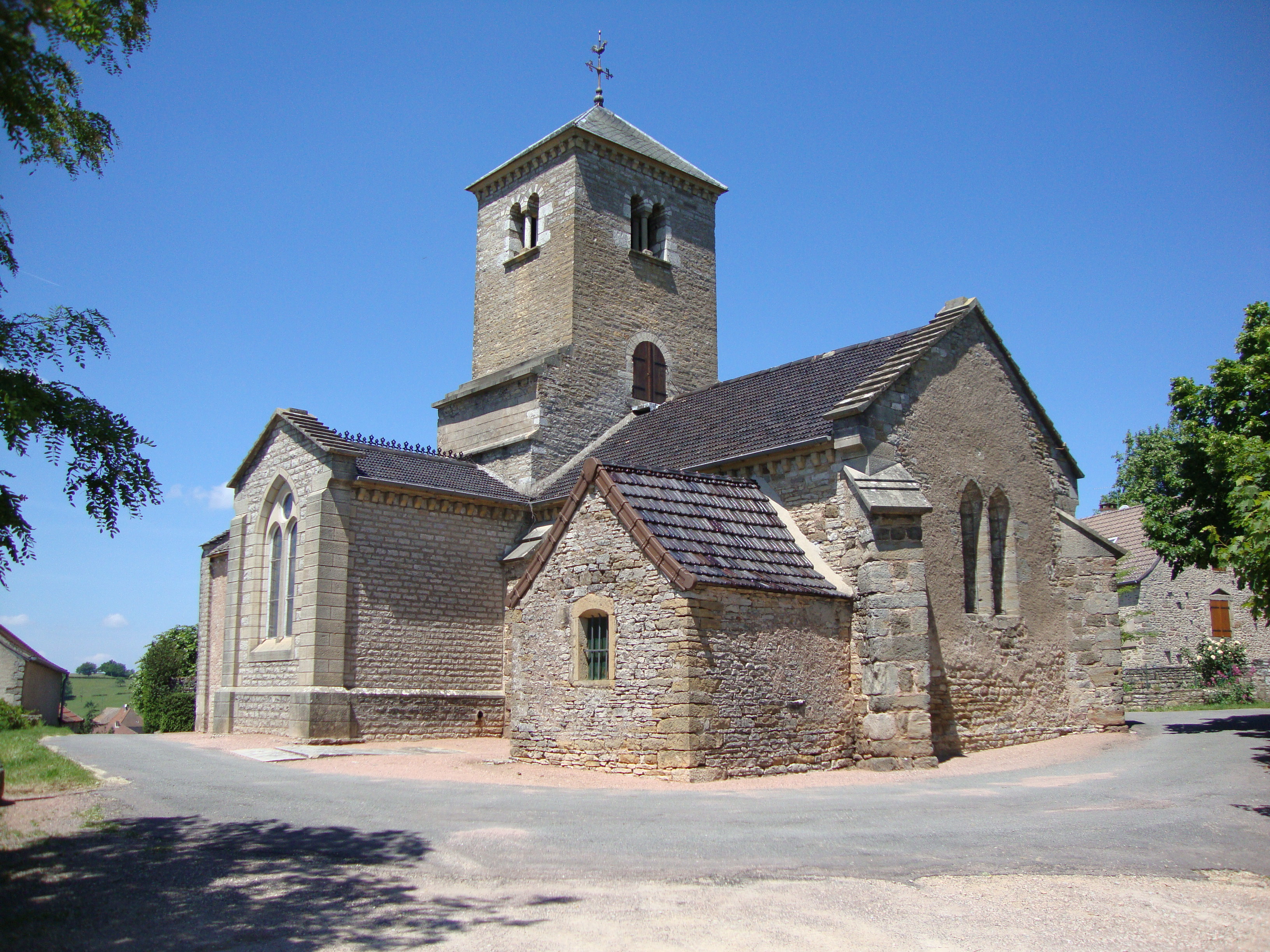
Kirche Saint-Germain

- Kirche Saint-Germain